# Crkva Gospe od sedam žalosti u Splitu
Crkva Gospe od sedam žalosti, crkva u Splitu, Meštrovićevo šetalište 126. Zaštićeno je kulturno dobro.

## Opis dobra
Jednobrodna crkva izgrađena je krajem 15. st. na južnoj padini Marjana, u predjelu Kašjuni i svojim se smještajem prilagodila putu na vododerini Suspas. Starijem gotičkom svetištu iz 1362. godine, građenom od lomljenog kamena sa šiljastim svodom u unutrašnjosti, dozidana je u 15. st. manja, danas ožbukana lađa s drvenim krovištem s vidljivim podgledom i pokrovom od kupe kanalice. Vrh jednostavnog glavnog pročelja je cvjetni akroterij. U unutrašnjosti je kameni reljef s motivom Oplakivanja, rad Jurja Dalmatinca.

## Zaštita
Pod oznakom Z-4800 zavedena je kao nepokretno kulturno dobro - pojedinačno, pravna statusa zaštićena kulturnog dobra, klasificiranog kao sakralna graditeljska baština .